# Tepe Sarah
Tepe Sarah é um sítio arqueológico localizado no actual Irão, encontra-se na margem esquerda do rio Dyala, afluente do rio Tigre, e local onde foram encontrados os primeiros exemplares de cerâmica pintada da época Neolítica, provenientes do sexto milénio a.C..